# 木樨地桥
39°54′22″N 116°19′45″E / 39.906098°N 116.329276°E

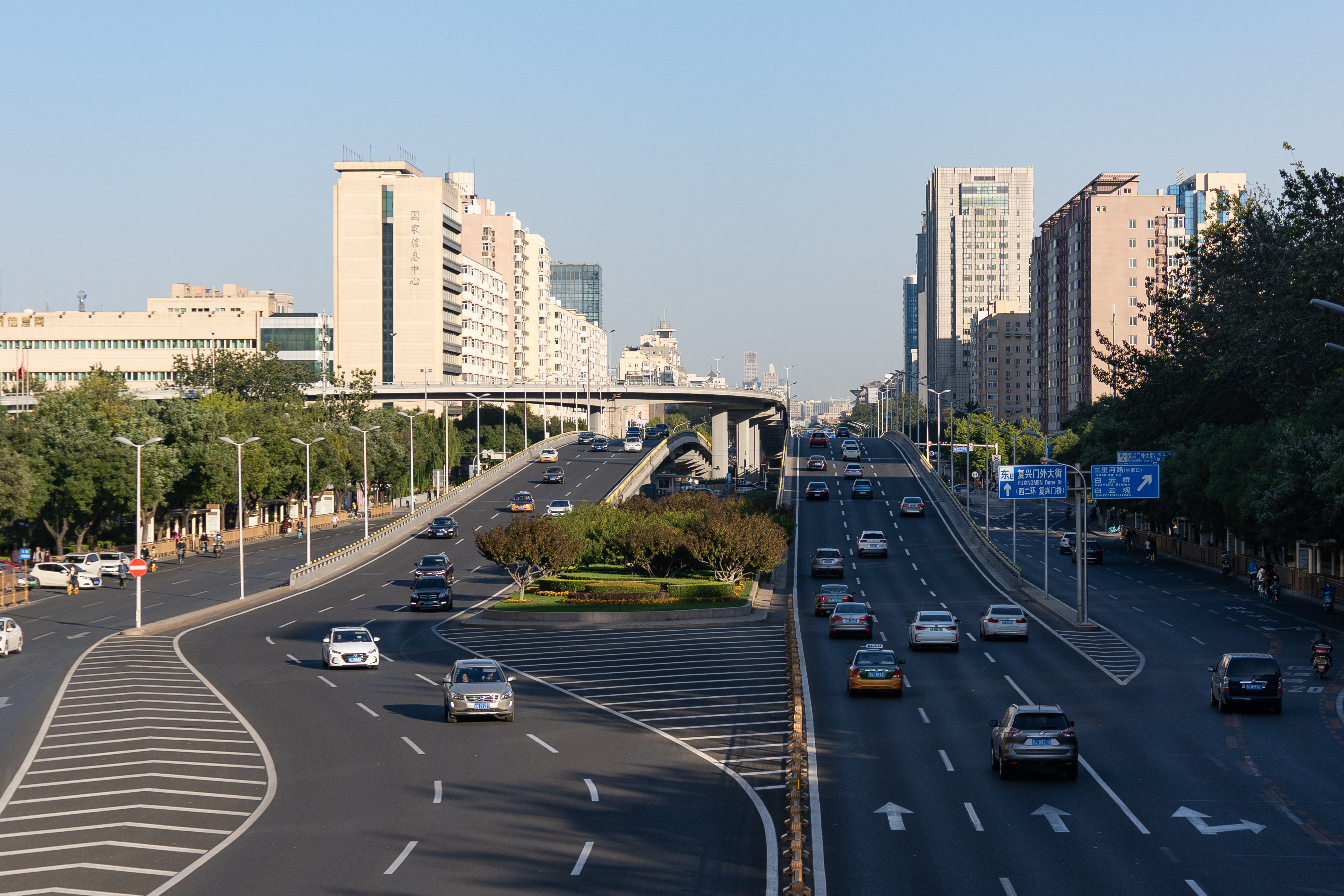
木樨地桥（2020年10月），拍摄自北蜂窝路口过街天桥

木樨地桥位于北京市西城区与海淀区交界处，是复兴路－复兴门外大街（东西向）和三里河路（北向）交汇处的一座立交桥。该桥为一座三层定向式立交桥，桥长600米，宽40.0米。于1995年建成。
木樨地桥亦建有连接北侧与东侧的双向匝道桥，可供钓鱼台国宾馆迎宾车队通行。